# Тремор
Тремор е медицински термин за треперене и други бързи, в известна степен ритмични, неволеви свивания и отпускания на група мускули. Треморът е най-честото от всички неволеви движения и може да порази торса, ръцете, краката, главата, лицето, гласните струни. У някои хора треморът е симптом за друго неврологично заболяване, но иначе може да се наблюдава и при иначе здрави хора.
Треморите могат да се проявят във всяка възраст, но са най-характерни за средната и старческата възраст. Поравно поразяват жените и мъжете, могат да се проявяват на пристъпи или непрекъснато.

## Видове тремор
Треморът може да е нормално физиологично състояние или израз на патология. Патологичният тремор се разделя на две големи групи: статичен тремор (при покой) и акционен тремор (при движение).

### Физиологичен тремор
Нормален тремор, срещащ се при здрави хора. Нискочестотен, трудно забележим.

### Статичен тремор
Статистичния тремор (тремор в покой, паркинсонов тремор) е асиметричен, нискочестотен (3 – 6 Hz) и ритмичен. Изчезва при движение и сън, засилва се при стрес и тревожност, не се повлиява от алкохол. Проявява се в крайните части на крайника. Движенията при него понякога се оприличават на „броене на пари“.

### Акционен тремор
Тремор при движения.
- Постурален – при опит пациентът да запази определено положение, например отвеждане на ръката напред. Нискочестотен (8-12Hz), повлиява се от алкохол.
- Интенционен – осцилиращ (трептящ) тремор, проявява се при целенасочени движения, особено в края на двигателния акт. Трептенията при този тремор са некоординирани и с различна амплитуда.

### Есенциален тремор
Най-често от постурален тип.

## Причинители на тремора
Като цяло треморът се дължи на нарушения в онези части от главния мозък и гръбначния стълб, които контролират мускулите по цялото тяло или в някои негови части. Сред неврологичните заболявания или състояния, които причиняват треперене, са множествената склероза, мозъчния удар, травмите на мозъка и различни дегенеративни неврологични състояния, които разрушават тъкани в продълговатия или малкия мозък. Причинители на тремор може да са и:
- употребата на някои вещества като амфетамини, кофеин, кортикостероиди, както и лекарства за някои определени психически заболявания;
- злоупотребата с алкохол или отказът от алкохолната зависимост;
- отравяне с живак;
- заболявания като хипертироидизъм, дисфункция на черния дроб;
- недоспиване, липса на витамини и минерали (витамин B1, магнезий), твърде много стрес.

Някои форми на тремор се унаследяват в семейството, а за други причинителят не е известен. Тремор може да се появи в резултат и от ухапване на някои видове паяци, например австралийският червеногърб паяк (Latrodectus hasselti).

## Лечение
За повечето тремори няма известно лечение, но те могат да се повлияят от правилното лечение на коректно поставена диагноза на причинителя на треперенето. Препоръчва се изключването от начина на живот на факторите, за които е известно, че отключват тремора, например изключване на кофеина от хранителния режим. У някои пациенти физиотерапията може да помогне за облекчаване на тремора и да подобри координацията и контрола над мускулите.
Съществуват и хирургически интервенции, които могат да облекчат някои особено силни форми на тремор, които не са се повлияли медикаментозно: такива интервенции са таламотомията и дълбоката мозъчна стимулация, които се прилагат при пациенти с Паркинсон или тремор, причинен от нарушение на малкия мозък.